# بوکهورشت (امت)
بوکهورشت (به آلمانی: Amt Bokhorst) یک منطقهٔ مسکونی در آلمان است که در شلسویگ-هولشتاین واقع شده‌است. بوکهورشت ۴٬۷۳۷ نفر جمعیت دارد.